# Maasbüll
Maasbüll (dänisch Masbøl) ist ein Ortsteil der Gemeinde Hürup im Kreis Schleswig-Flensburg in Schleswig-Holstein.

## Lage

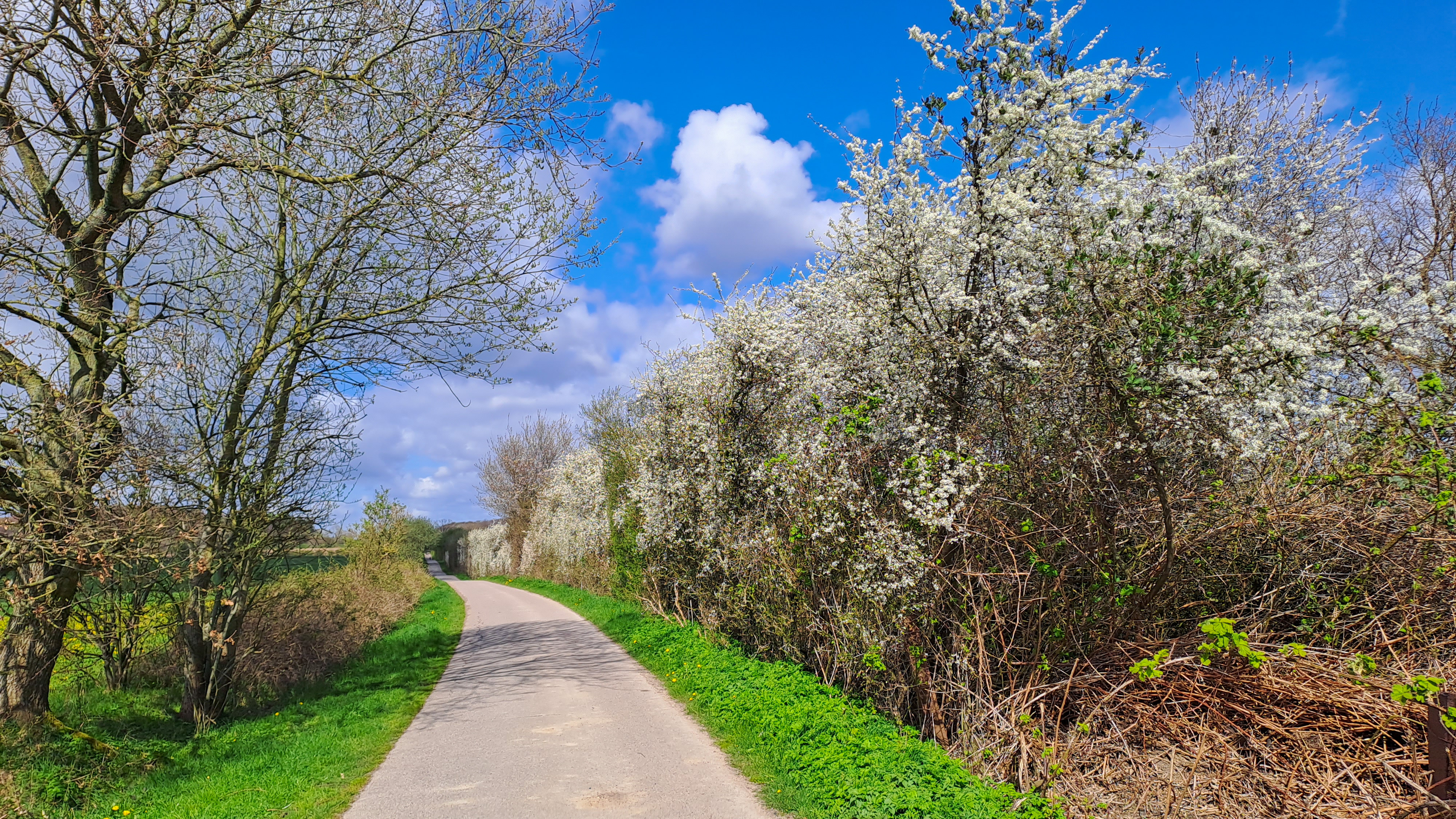
Schlehenblüte am Bahndamm in Maasbüll

Maasbüll liegt in der Landschaft Angeln, die wiederum Teil des Schleswig-Holsteinischen Hügellandes ist. Nördlich von Maasbüll liegt Flensburgs Vorort Wees, der an den Stadtteil Mürwik angrenzt. Westlich von Maasbüll liegen die Stadtteile Engelsby und Tarup. Aufgrund seiner Nähe zu Flensburg gilt Maasbüll als ein ländlicher Vorort der Stadt, auch wenn das Dorf nicht mit Flensburg verwachsen ist. Nordöstlich liegt Munkbrarup, das geschichtlich mit Glücksburg verwachsen ist und mit diesem zusammen als Eingemeindungskandidat der Stadt gilt. Östlich liegt des Weiteren Husby und im Süden der Hauptort Hürup.
Der höchste Punkt des Ortsteils liegt mit 59,3 m über NHN 50 m nordwestlich der Kreuzung der Landesstraße L 21 mit der L 96. Der tiefste Punkt mit 26 m über NHN liegt an der Nordostspitze der Ortsgebietes an der Munkbrarupau, wo sich die Gemeindegrenzen von Hürup, Wees und Munkbrarup treffen. Die Südgrenze des Ortsteils liegt auf der Nordsee-Ostsee-Wasserscheide. Während das Oberflächenwasser im Ortsgebiet über die Munkbrarupau und Schwennau in die Ostsee fließt, fließt es im südlichen Gemeindegebiet von Hürup über Kielstau, Treene und Eider in die Nordsee. Damit gehört Maasbüll zur Flussgebietseinheit Schlei/Trave und der Rest der Gemeinde Hürup mehrheitlich zur Flussgebietseinheit Eider. Das Fließgewässer Munkbrarupau hat gemäß Wasserrahmenrichtlinie im Oberlauf bei der Gewässerbewertung den Code ff_03_a und gilt als „erheblich veränderter Wasserkörper“.

## Geschichte

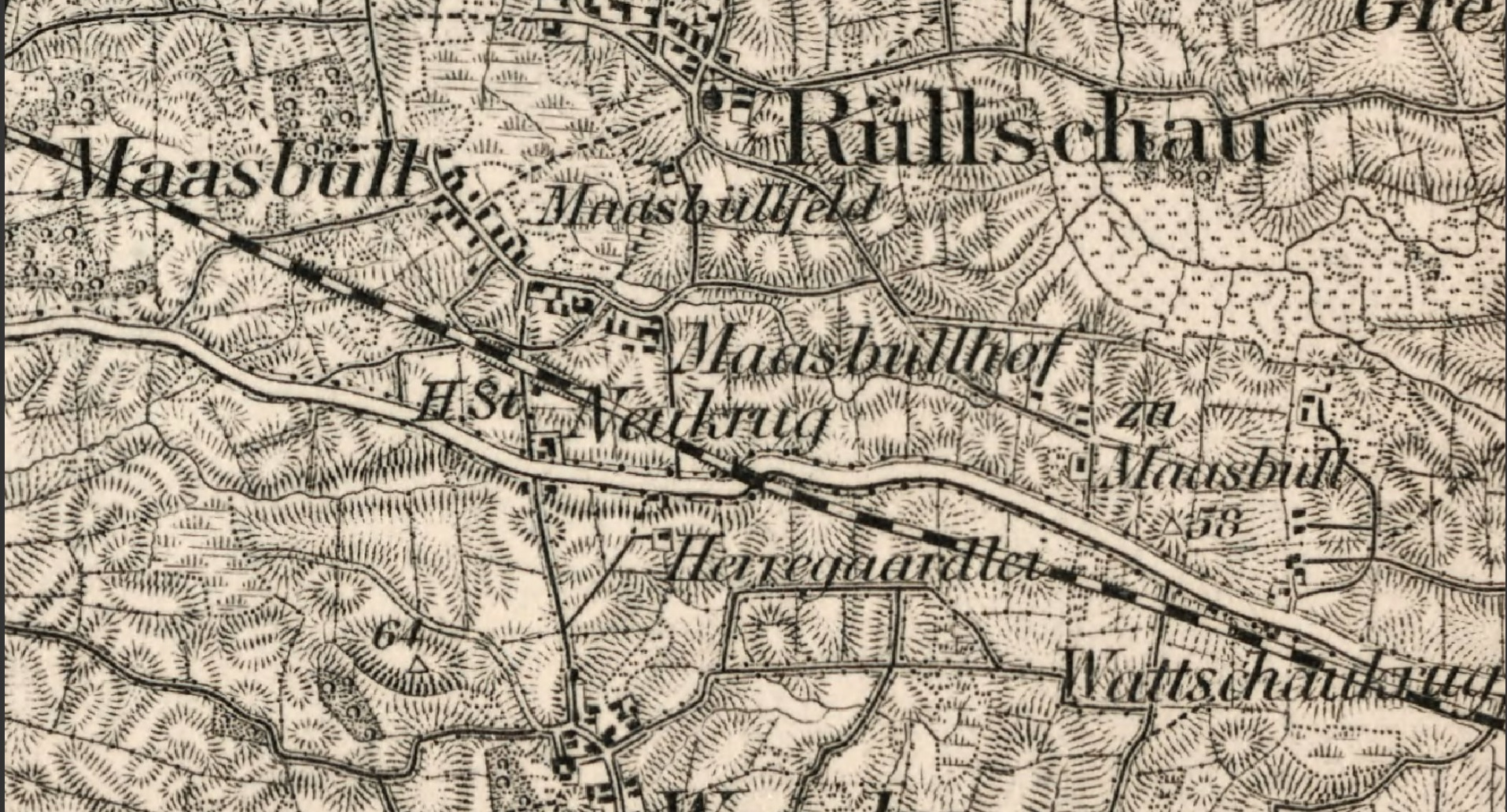
Maasbüll um 1893

Im Ortsgebiet sind Gräberfelder aus der Bronzezeit erhalten, außerdem gibt es einige steinzeitliche Hünengräber.
Die Michaeliskirche in Rüllschau wurde im 13. Jahrhundert auf einer vorchristlichen Kultstätte errichtet. Bevor 1779 der Turm errichtet wurde, stand der hölzerne Glockenturm auf der anderen Straßenseite. Das evangelische Kirchspiel Rüllschau umfasst die gesamte ehemalige politische Gemeinde Maasbüll, doch hat das kleine Kirchspiel seit 1958 den Pastor mit Hürup gemeinsam.
Rüllschau (dänisch Rylskov) wurde um 1430 erstmals als Rolschouw erwähnt und bedeutet Wald des Rolf, zurückgehend auf dän. skov für Wald und den Rufnamen Rolf. Möglich ist auch eine Deutung zu der südjütländischen Form rylle für Hainbuche. Maasbüll wurde 1445 erstmals als Masbul (Siedlung am Moor) erwähnt.
Der heute noch bewirtschaftete Landgasthof Neukrug (Nykro) an der alten Flensburg-Kappelner Chaussee wurde 1752 gegründet, das heutige Gebäude wurde 1911 errichtet.
Im Jahre 1965 erfolgte der Zusammenschluss der bisher selbständigen Landgemeinden Rüllschau und Maasbüll zur Gemeinde Rüllschau-Maasbüll. Obwohl Rüllschau als Kirchdorf historisch bedeutender war, setzte sich 1969 der Name des etwas größeren südlichen Dorfes, das zudem über den Bahnanschluss und die bessere Straßenanbindung verfügte, als alleiniger Name der Gemeinde durch. Zur Gemeinde gehörten die Ortsteile Krim, Maasbüllfeld, Maasbüllhof (Masbølgård), Maasbüllmoor, Neukrug (Nykro), Ruhnmark (Runmark) und Rüllschau (Rylskov).
Seit ungefähr 2015 ist Flensburg so stark nachverdichtet, dass dort kein neuer Wohnraum mehr geschaffen werden kann. Das Wachstum der Stadt und des Umlandes wird dadurch gehemmt, und das Thema Eingemeindung spielt folglich wieder eine Rolle.
Zum 1. März 2023 fusionierten die drei Gemeinden Hürup, Maasbüll und Tastrup. Auf Amtsebene gibt es seit 2021 Sondierungsgespräche über eine Zusammenlegung der beiden Ämter Hürup und Langballig als Gegengewicht zur benachbarten kreisfreien Stadt Flensburg. Solche Bestrebungen werden durch das Land mit Sonderzuweisungen gefördert.

## Politik

### Gemeindevertretung
Von den zehn Sitzen in der letzten Gemeindevertretung hatte die Wählergemeinschaft KWG seit der Kommunalwahl vom 6. Mai 2018 fünf, die SPD drei und der SSW zwei Sitze. Die Gemeindevertretung bestand aus sieben Frauen und drei Männern. Letzter Bürgermeister war Hans-Georg Hinrichsen.

### Wappen
Blasonierung: „Über schwarzen Sturzgiebelschildfuß - darüber ein aufliegendes grünes Wagenrad - von Grün und Gold durch ein Flammenschwert in verwechselten Farben schräglinks geteilt. Oben rechts eine goldene, unten links eine grüne Ähre.“
Die Wappenelemente erklären sich wie folgt: Das Flammenschwert ist das Attribut des Erzengels Michael. Die Kirche im Ortsteil Rüllschau ist diesem geweiht. Die beiden Weizenähren erinnern mit den Farben Grün und Gold an die ehemalige Bedeutung der Landwirtschaft für das Dorf. Die kleinen, schwarzen Terrassenstufen, erinnern an den ehemaligen Torfstich in den Mooren der Gemeinde. Der Torf diente als Heizmaterial. Das Wagenrad erinnert an die Ortslage an der befahrenen Landstraße. Fuhrleute und Reisende kehrten schon vor Jahrhunderten im Landgasthof von Neukrug ein, um zu rasten.

## Wirtschaft

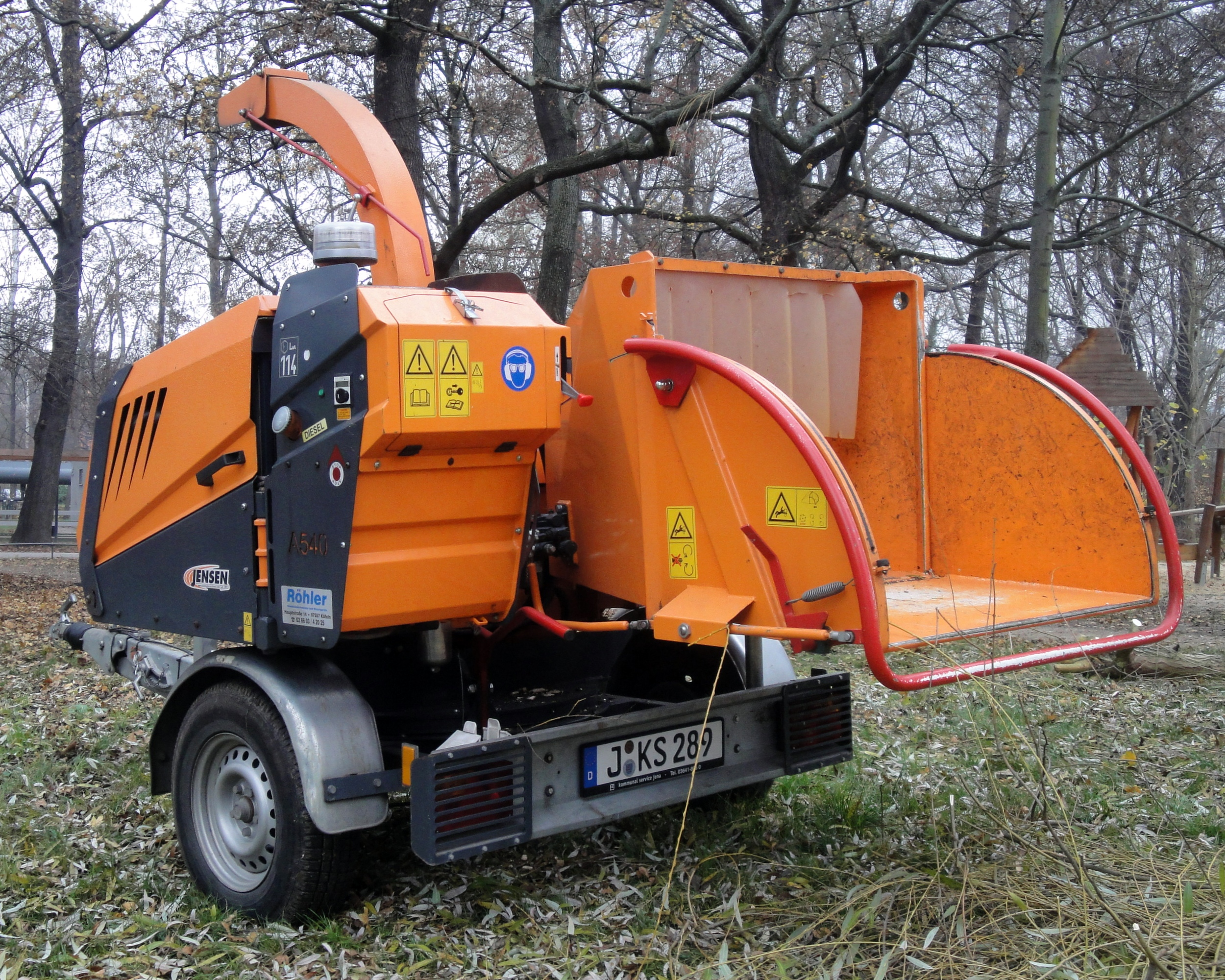
Made in Maasbüll

In Maasbüll gibt es nicht nur überregional operierende Gewerbebetriebe, sondern auch weitläufige Wohnsiedlungen. Über ein speziell ausgewiesenes Gewerbegebiet verfügt der Ort nicht. Betriebe zur Versorgung des täglichen Bedarfs wie Einzelhandel, Schlachter, Bäcker, Bank- oder Postfiliale sind schon seit Jahren nicht mehr vorhanden. Dafür sind einige Gewerke des Handwerks wie Elektroinstallateur, Dachdecker, Maurer, Maler und Möbeltischler im Ort ansässig.
Der größte Arbeitgeber ist eine Landmaschinenfabrik, die bereits seit 1884 besteht. Die Firma hat sich schon früh auf Holzhackmaschinen spezialisiert und liefert diese mittlerweile bis nach Japan und Neuseeland. Es gibt in Deutschland wohl nur wenige kommunale Bauhöfe, die kein Produkt aus Maasbüll in ihrem Maschinenpark haben. In dieser Sparte gehört sie sicherlich zu den „Hidden Champions“ des mittelständisch geprägten deutschen Maschinenbaus.
Die Landwirtschaft hat für Maasbüll trotz der Aufgabe einiger Höfe in den vergangenen Jahrzehnten noch eine große Bedeutung. Im Ortsgebiet gibt es mehrere landwirtschaftliche Haupterwerbsbetriebe, die Milchwirtschaft, Rinder- und Schweinezucht und Ackerbau betreiben. Daneben existieren einige landwirtschaftliche Lohnunternehmer und Gartenbaubetriebe sowie eine Spedition mit Yachtservice.
Im Gegensatz zu vielen anderen Orten verfügt Maasbüll noch über einen Gasthof. Der Landgasthof Neukrug feierte im Jahre 2002 sein 250-jähriges Gründungsjubiläum. Er ist mittlerweile im Gemeindebesitz und an einen Betreiber verpachtet.

## Verkehr
Im Jahre 1881 wurde an der Bahnstrecke Kiel–Flensburg in Maasbüll ein Bahnhof gebaut, wodurch der Ort einen wirtschaftlichen Aufschwung erlebte. 1980 wurde der Bahnhof stillgelegt. Die Landesstraße L 21 schafft eine Parallelverbindung von der B 199 in Flensburg über Maasbüll zur Bundesstraße 199 in Kappeln. Die Landesstraße L 96 verbindet den südlichsten Ortsteil Neukrug an der L 21 mit der B 199 in der Nachbargemeinde Wees im Norden. Beide Landesstraßen verfügen auf dem Ortsgebiet über einen separaten kombinierten Rad- und Fußweg.
Maasbüll verfügt über ein Netz von asphaltierten Straßen und Wirtschaftswegen, die in das regionale Radwegenetz eingebunden sind.
Der Ort wird von neun Buslinien der Firma Autokraft GmbH, ein Tochterunternehmen der DB Regio AG, angefahren. Am 1. Juli 2021 wurde das Busangebot in Maasbüll ausgeweitet.
Tabelle 1: Buslinien in der Gemeinde Maasbüll, Stand 1. Juli 2021
| Linie | Strecke                            | Fahrten/Tag | Haltestelle 1              | Haltestelle 2              | Haltestelle 3        | Haltestelle 4              | Haltestelle 5        | Bemerkung                         |
| ----- | ---------------------------------- | ----------- | -------------------------- | -------------------------- | -------------------- | -------------------------- | -------------------- | --------------------------------- |
| 811   | Neukirchen–Dingholz                | 1           | Maasbüll, Wesebyfeld       | Maasbüll Neukrug           | Maasbüll, Wesebymoor |                            |                      | Montag – Freitag                  |
| 812   | Langballig–Husby–Flensburg         | 3           | Rüllschau, Ruhnmark        | Rüllschau, Kirche          | Maasbüll, Dorf       | Maasbüll Neukrug           | Maasbüll, Wesebymoor | Nur an Schultagen                 |
| 813   | Tastrup–Flensburg                  | 1           | Maasbüll, Neukruger Straße | Maasbüll Neukrug           | Maasbüll, Wesebymoor |                            |                      | Nur an Schultagen                 |
| 820   | Flensburg–Hürup–Husby–Langballig   | 14          | Maasbüll, Wesebymoor       | Maasbüll, Neukruger Straße |                      |                            |                      | Montag – Freitag, sonst reduziert |
| 821   | Husby–Gremmerup–Hürup–Husby        | 8           | Rüllschau, Ruhnmark        | Rüllschau, Kirche          | Maasbüll, Dorf       | Maasbüll, Neukruger Straße |                      | Nur an Schultagen                 |
| 826   | Langballig–KTS Adelby              | 4           | Rüllschau, Kirche          | Maasbüll, Dorf             | Maasbüll, Wesebyfeld | Maasbüll Neukrug           | Maasbüll, Wesebymoor | Nur an Schultagen                 |
| 827   | DSFS Flensburg–Angeln              | 3           | Maasbüll, Wesebyfeld       | Maasbüll Neukrug           | Maasbüll, Wesebymoor |                            |                      | Nur an Schultagen                 |
| 830   | Flensburg–Husby–Quern–Sterup–Sörup | 11          | Maasbüll, Wesebyfeld       | Maasbüll Neukrug           | Maasbüll, Wesebymoor |                            |                      | Montag – Freitag, sonst reduziert |
| 840   | Flensburg–Hürup–Satrup–Sörup       | 16          | Maasbüll, Neukruger Straße | Maasbüll, Wesebymoor       |                      |                            |                      | Montag – Freitag, sonst reduziert |

Maasbüll hat folgende Bushaltestellen:
- Maasbüll, Dorf - 54° 46′ 31″ N, 9° 31′ 27″ O
- Maasbüll, Neukrug - Fahrtrichtung Flensburg - 54° 46′ 20″ N, 9° 31′ 24″ O
- Maasbüll, Neukrug - Fahrtrichtung Husby - 54° 46′ 18″ N, 9° 31′ 31″ O
- Maasbüll, Neukruger Straße - 54° 46′ 17″ N, 9° 31′ 28″ O
- Maasbüll, Wesebyfeld - 54° 46′ 11″ N, 9° 33′ 9″ O
- Maasbüll, Wesebymoor - 54° 46′ 33″ N, 9° 30′ 18″ O

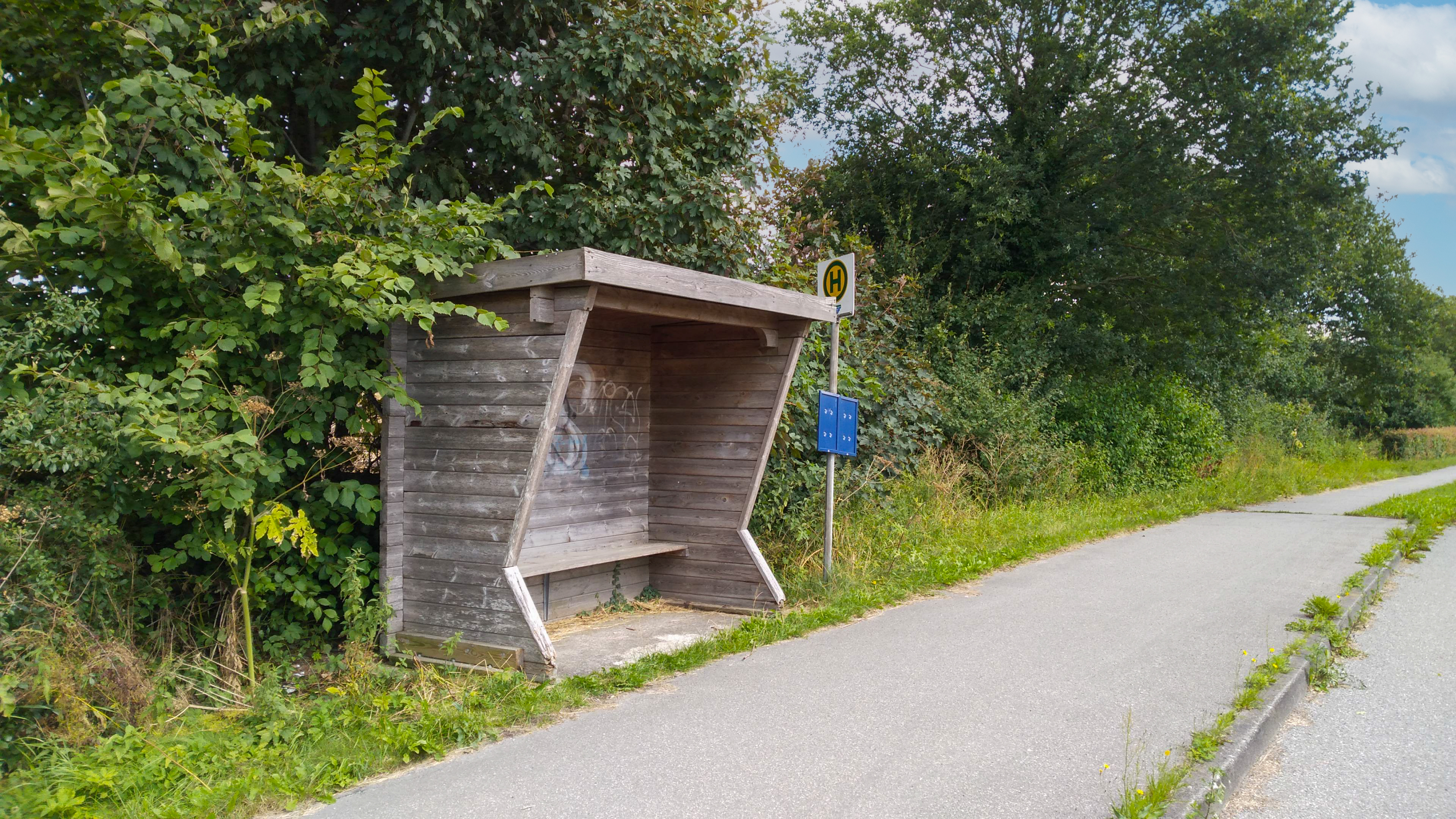
Bushaltestelle Maasbüll, Wesebyfeld, Fahrtrichtung Flensburg
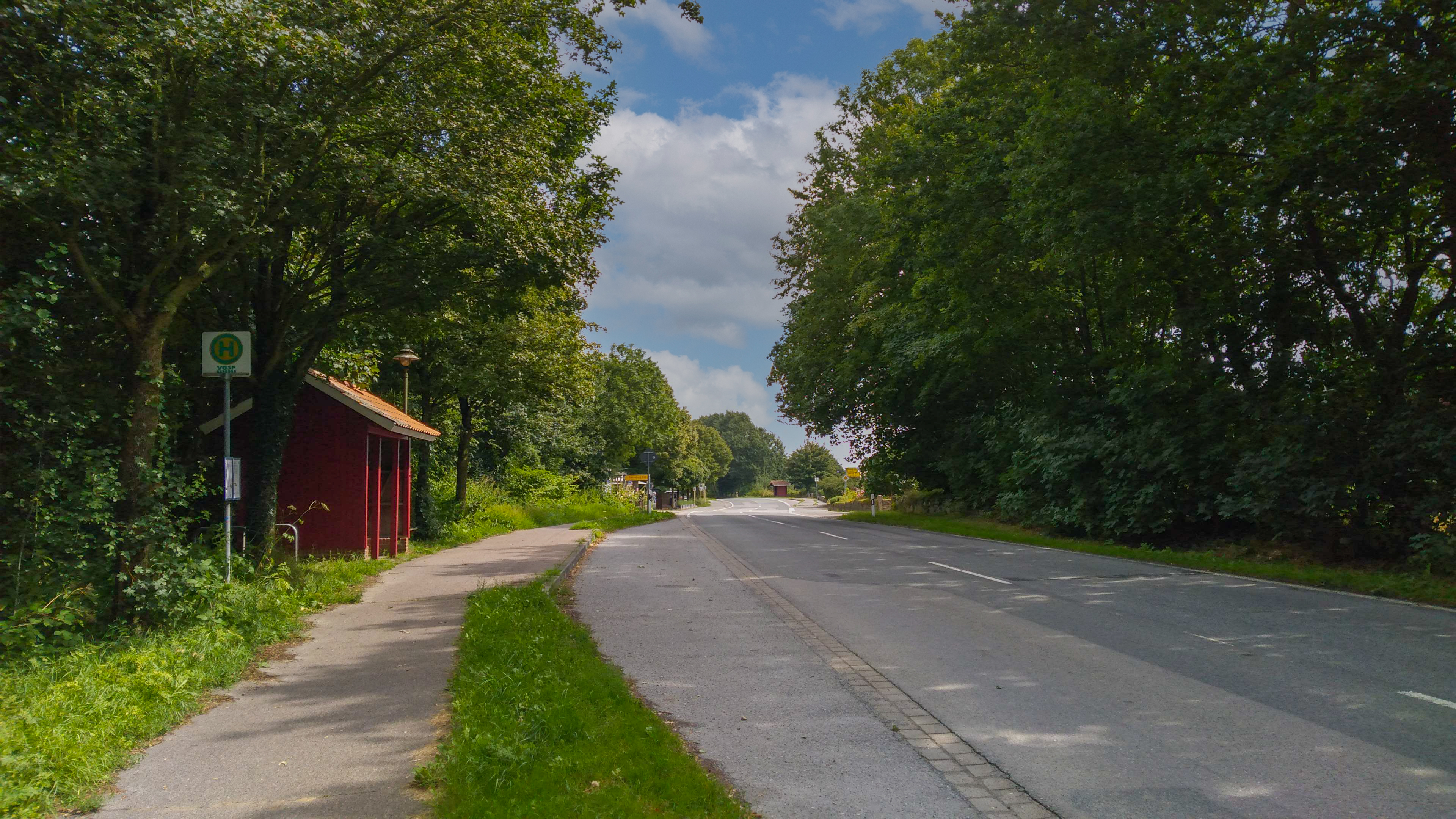
Bushaltestelle Maasbüll, Neukrug, Fahrtrichtung Flensburg
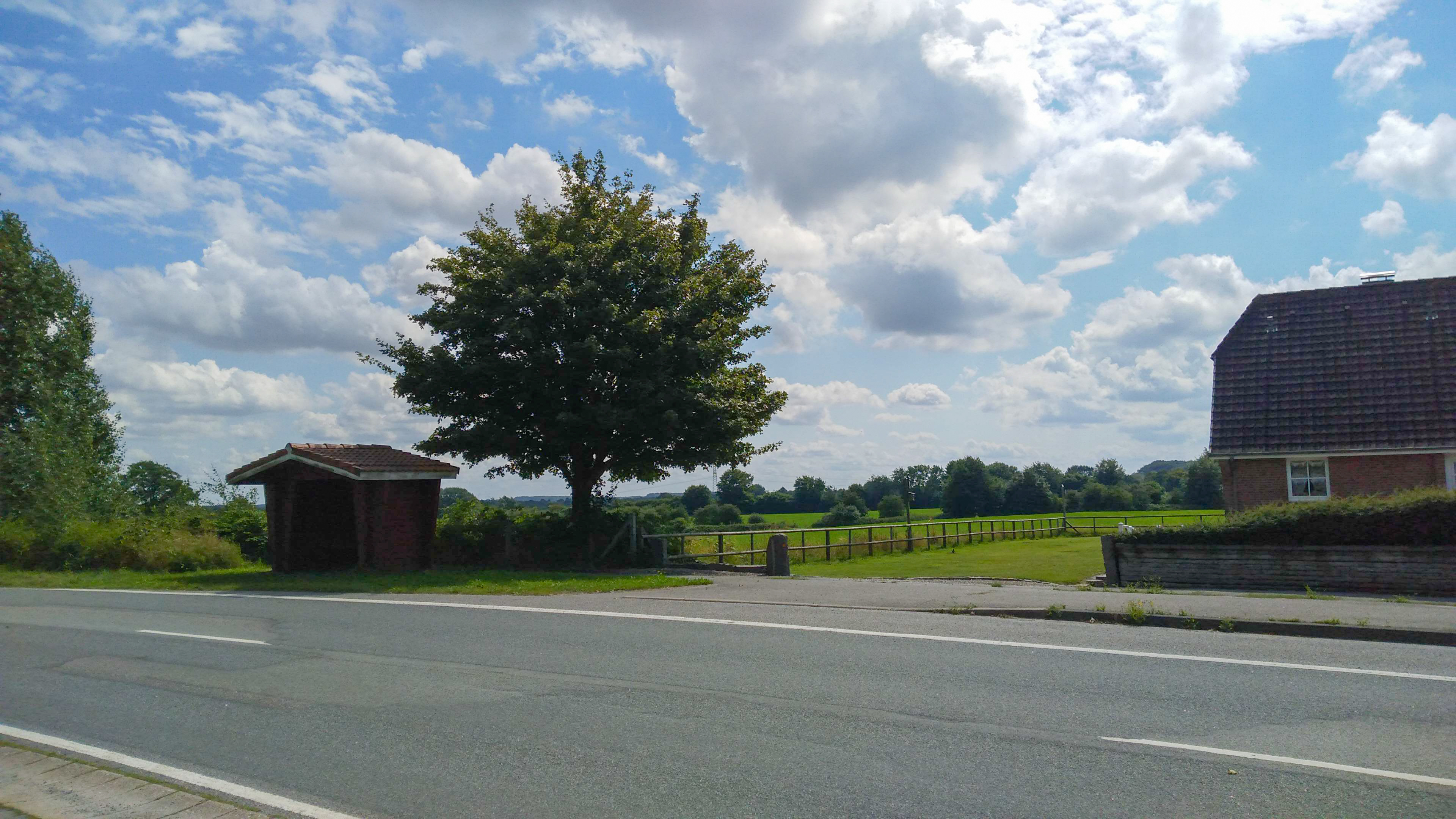
Bushaltestelle Maasbüll, Neukrug, Fahrtrichtung Husby
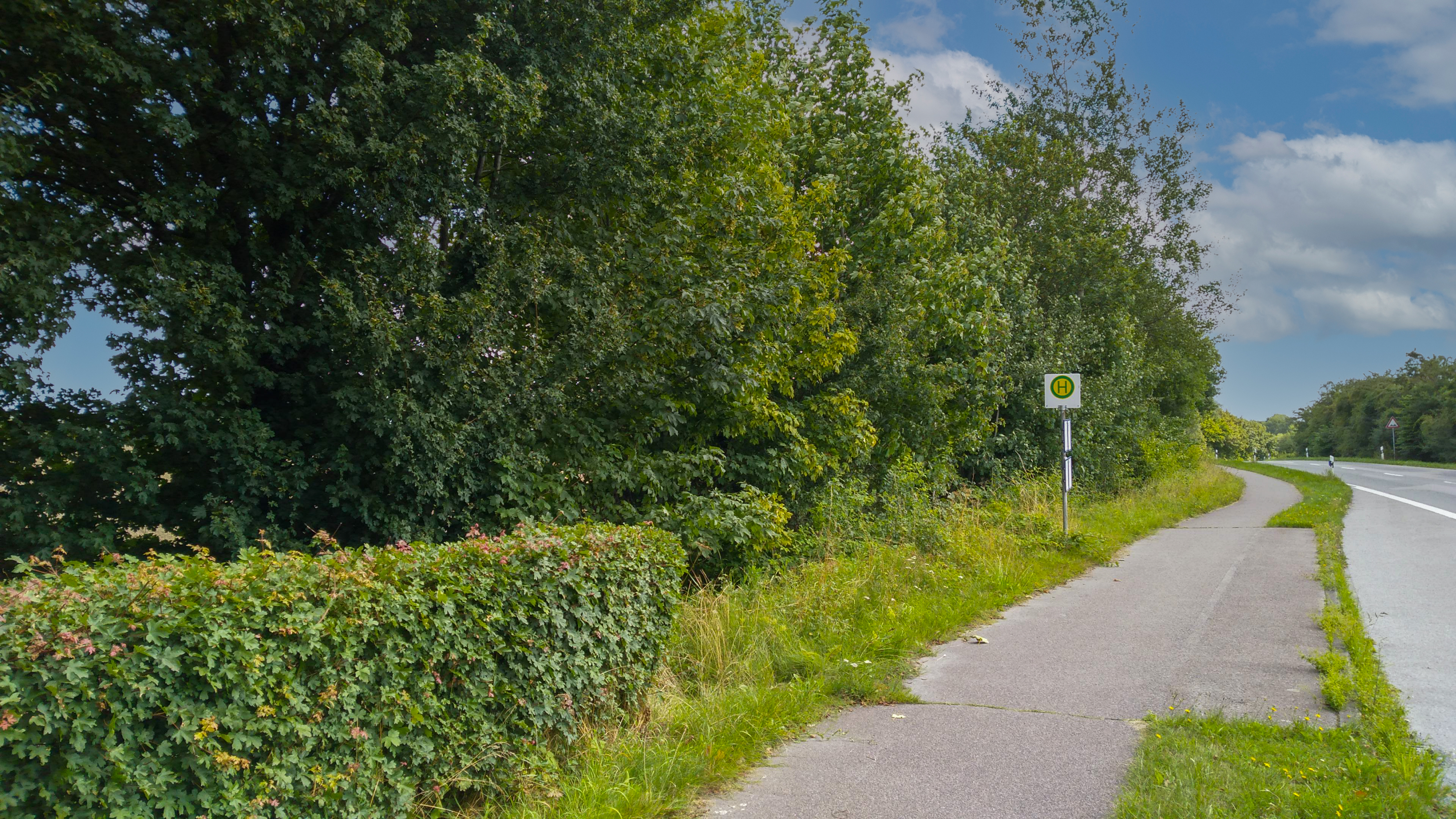
Bushaltestelle Maasbüll, Wesebymoor, Fahrtrichtung Flensburg

Im Februar 2019 wurde im Amt Hürup wegen unzureichender Nordsüdverbindungen im ÖPNV das Projekt DorfSHUTTLE gestartet. Auf einer festen Route kann zum Bustarif ein Taxi nach telefonischer Voranmeldung zu festen Haltestellen bestellt werden. In der Gemeinde Maasbüll befinden sich fünf Haltestellen.

## Infrastruktur

### Strom

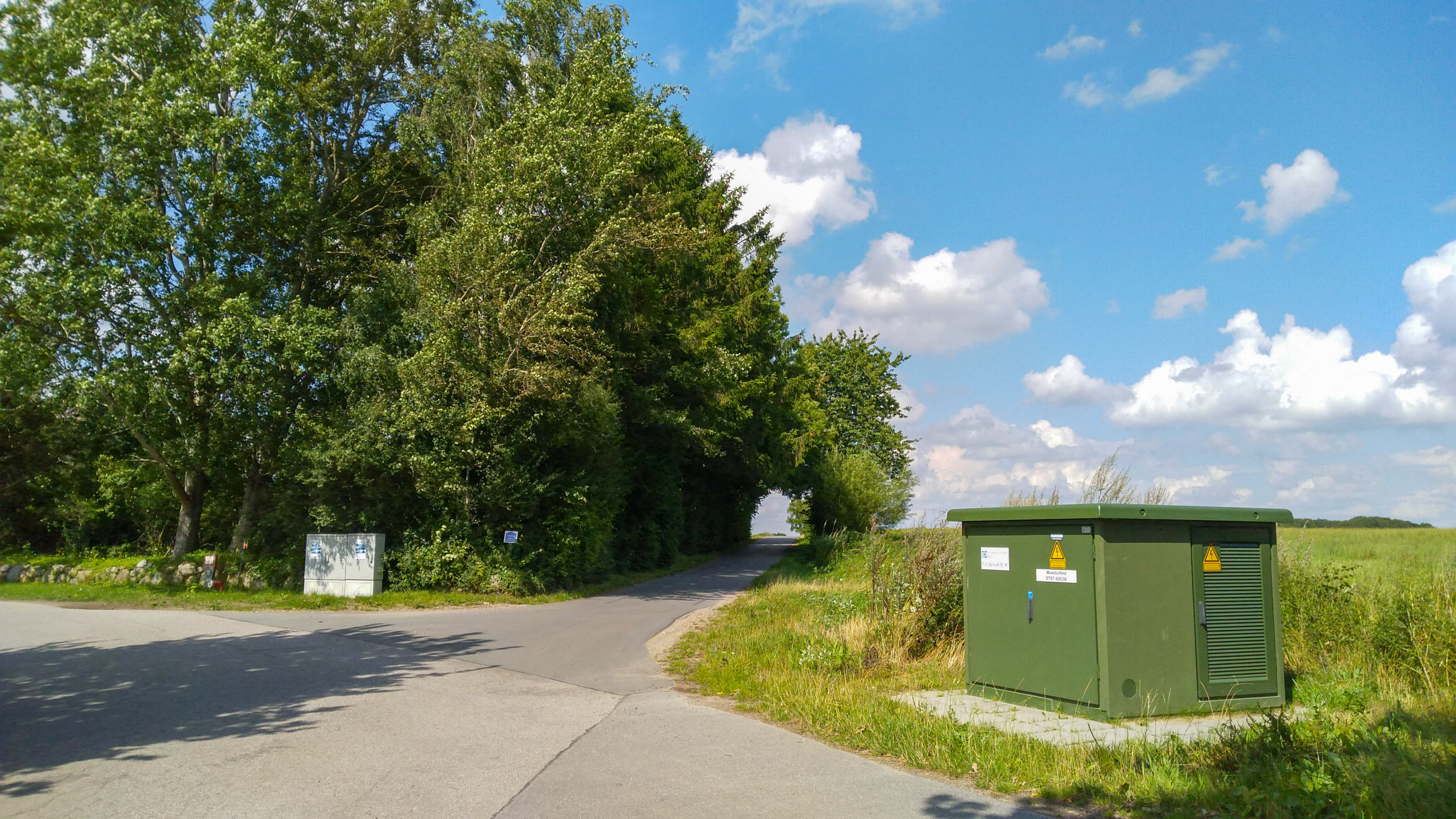
Verteilerkasten der SH-Netz AG an der Krim

Die Stromversorgung der Siedlungen und Einzelgebäude erfolgt mittlerweile fast ausschließlich durch Erdkabel. Netzbetreiber ist die Schleswig-Holstein Netz AG.

### Trinkwasser und Erdgas
Der Aufbau und Anschluss an das regionale Trinkwassernetz erfolgte Anfang der 1980er, der an das Erdgasnetz Ende der 1990er Jahre.

### Abwasser

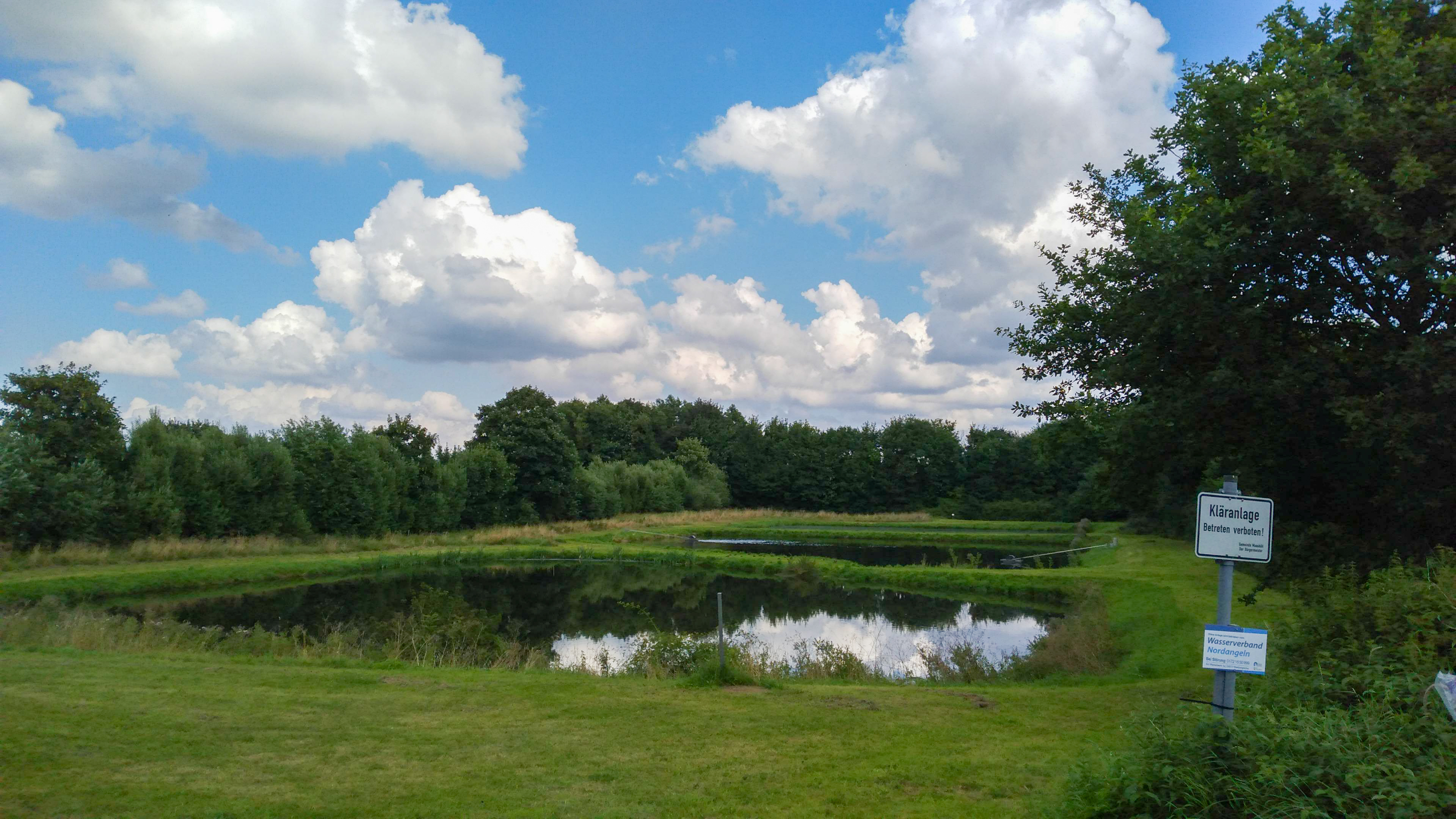
Klärteiche in Rüllschau

Seit 1988 verfügt Maasbüll über eine dreistufige Kläranlage mit belüfteten Klärteichen. Betreiber ist der Wasserverband Nordangeln.

### Nahwärme
Mit der Erschließung des Neubaugebietes Schmutzbengel im Jahre 2021 ist der Aufbau eines Nahwärmenetzes durch die Boben Op Nahwärme und Kommunikation eG verbunden. Als erste Ausbaustufe erfolgt die Wärmeerzeugung für 59 Einfamilienhäuser und einen Gewerbebetrieb über eine Holzhackschnitzel-Kesselanlage mit einer Leistung von 600 kW in Kombination mit einem Blockheizkraftwerk (BHKW) mit einer elektrischen Leistung von 50 kW und einer Wärmeleistung von 100 kW, Im Dezember 2022 wurde die Holzhackschnitzel-Kesselanlage in Betrieb genommen.

### Glasfaser
Maasbüll verfügt seit dem Jahre 2021 über ein Glasfasernetz. In der Siedlung Süderlück wurden im Juli 2021 die ersten Hausanschlüsse in Betrieb genommen. Die Inbetriebnahme aller Anschlüsse wurde im Jahre 2022[veraltet] abgeschlossen sein. Das Glasfasernetz ist im Besitz des Breitbandzweckverbandes Angeln. Derzeitiger Betreiber des Netzes ist der Anbieter nordischnet.

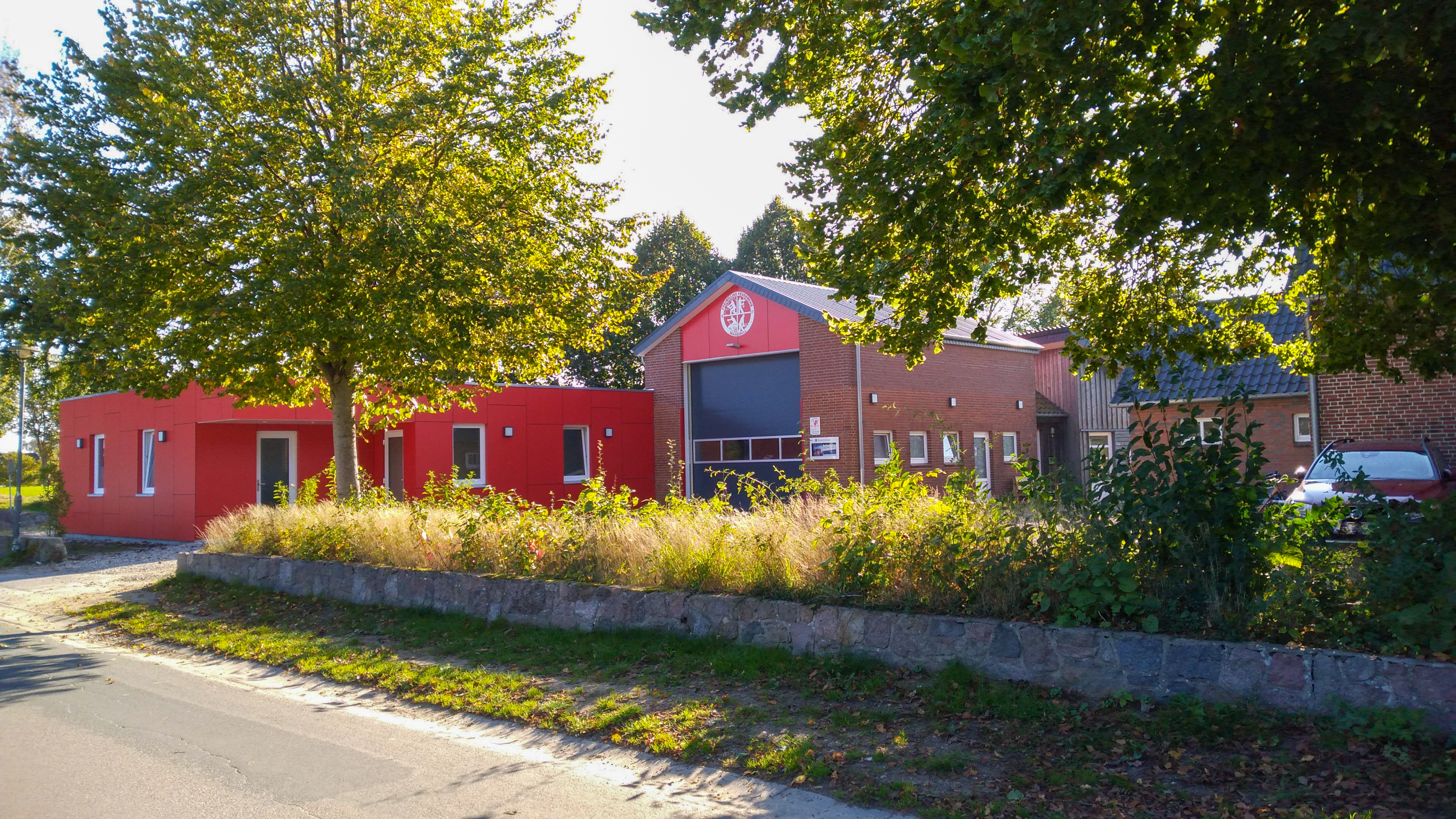
Neues Feuerwehrhaus der Freiwilligen Feuerwehr Maasbüll

### Feuerwehr
Maasbüll verfügt über eine eigene Freiwillige Feuerwehr. Das Feuerwehrhaus ist in Rüllschau beim Gemeindezentrum angesiedelt. Es wurde im Rahmen der Erneuerung des Gemeindezentrums Maasbüll im Jahre 2021 umfassend modernisiert.

### Neubaugebiet Schmutzbengel
Auf der Wiese zwischen der Bahnhofstraße, der Straße Schmutzbengel und der Wohnbebauung der Siedlung Süderlück soll ein neues Wohngebiet entstehen. Geplant sind Grundstücke für 14 Einfamilienhäuser, einem Doppelhaus und zwei Reihenhauszeilen für Miets- oder Eigentumswohnungen. Im Oktober 2020 hat die Gemeinde Maasbüll die Satzung über den Bebauungsplan Nr. 7 „Schmutzbengel“ erlassen. Darin wird der erste Bauabschnitt beschlossen. Im Frühjahr 2021 wurde mit den Erschließungsarbeiten begonnen. 

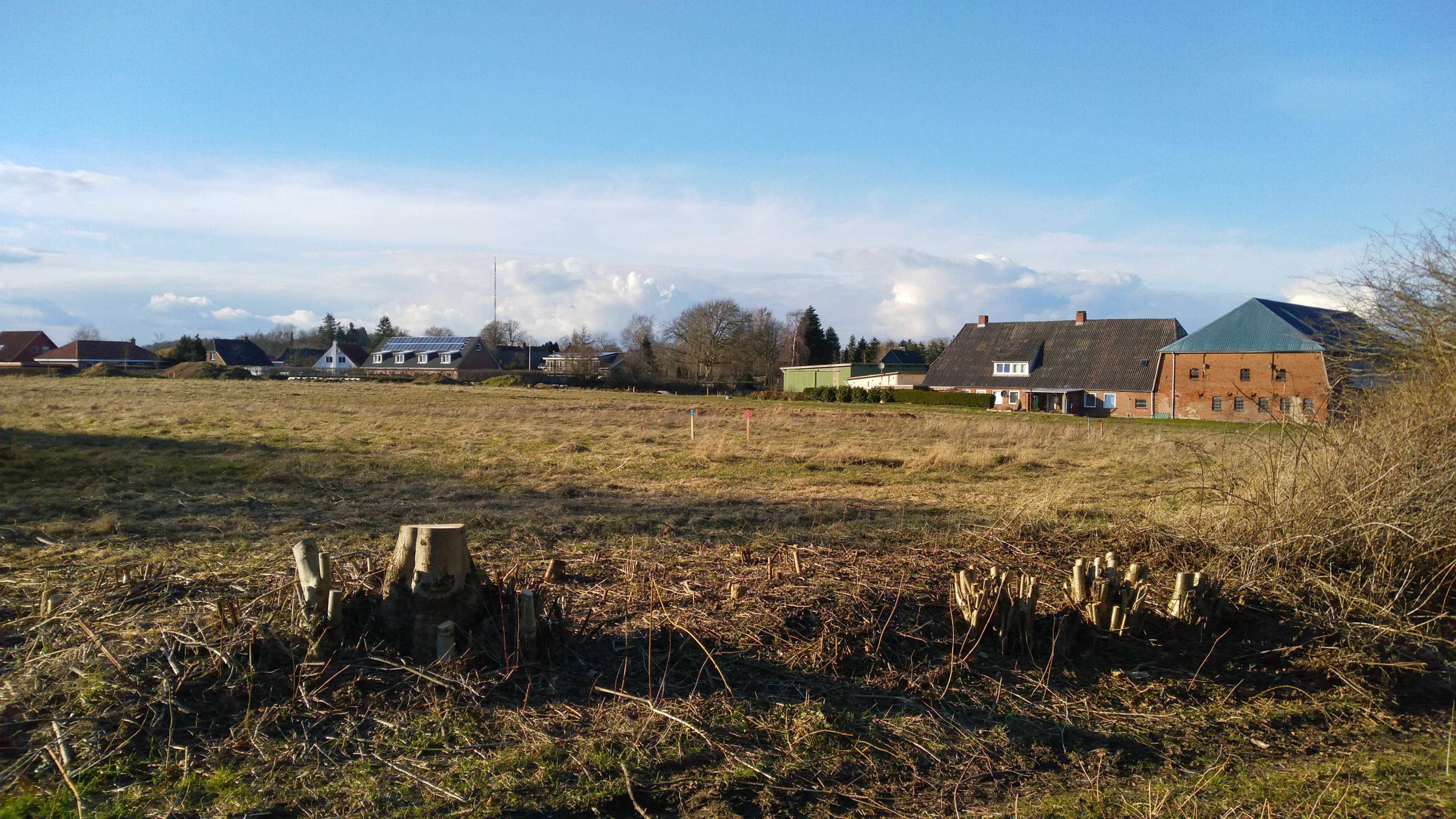
Neubaugebiet Schmutzbengel 17. März 2021
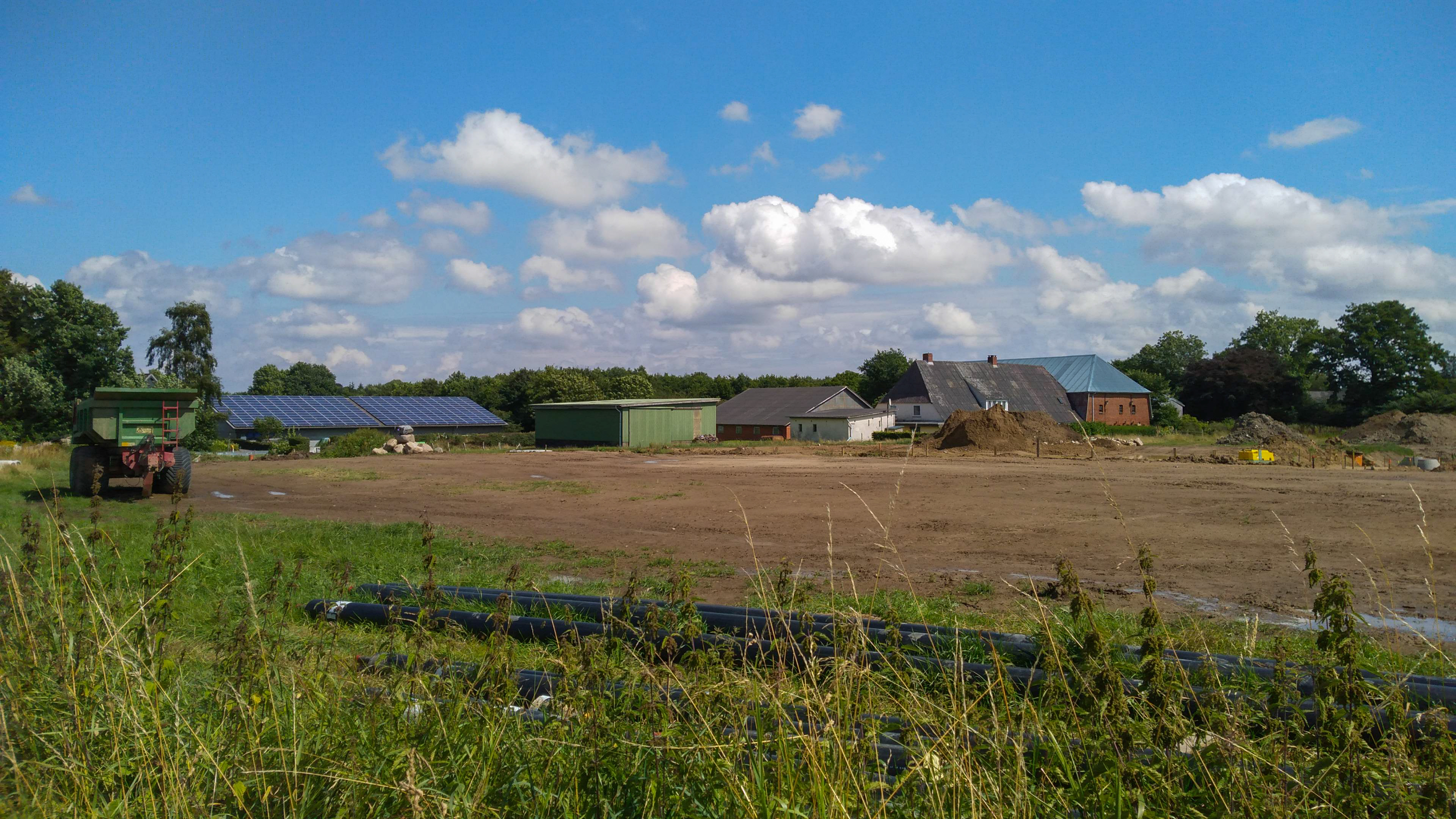
Neubaugebiet Schmutzbengel 7. August 2021
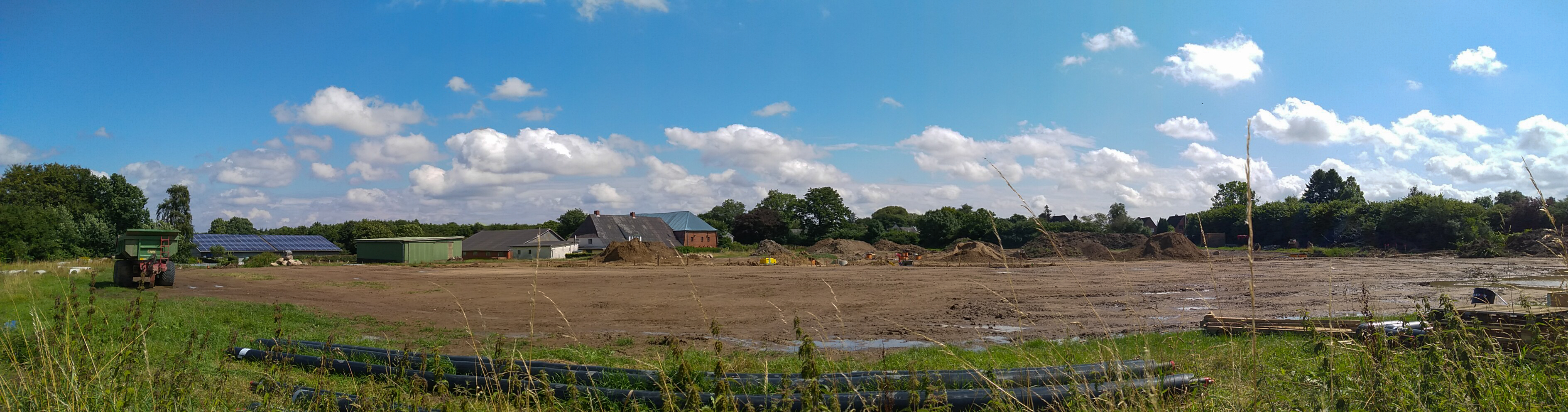
Neubaugebiet Schmutzbengel 7. August 2021
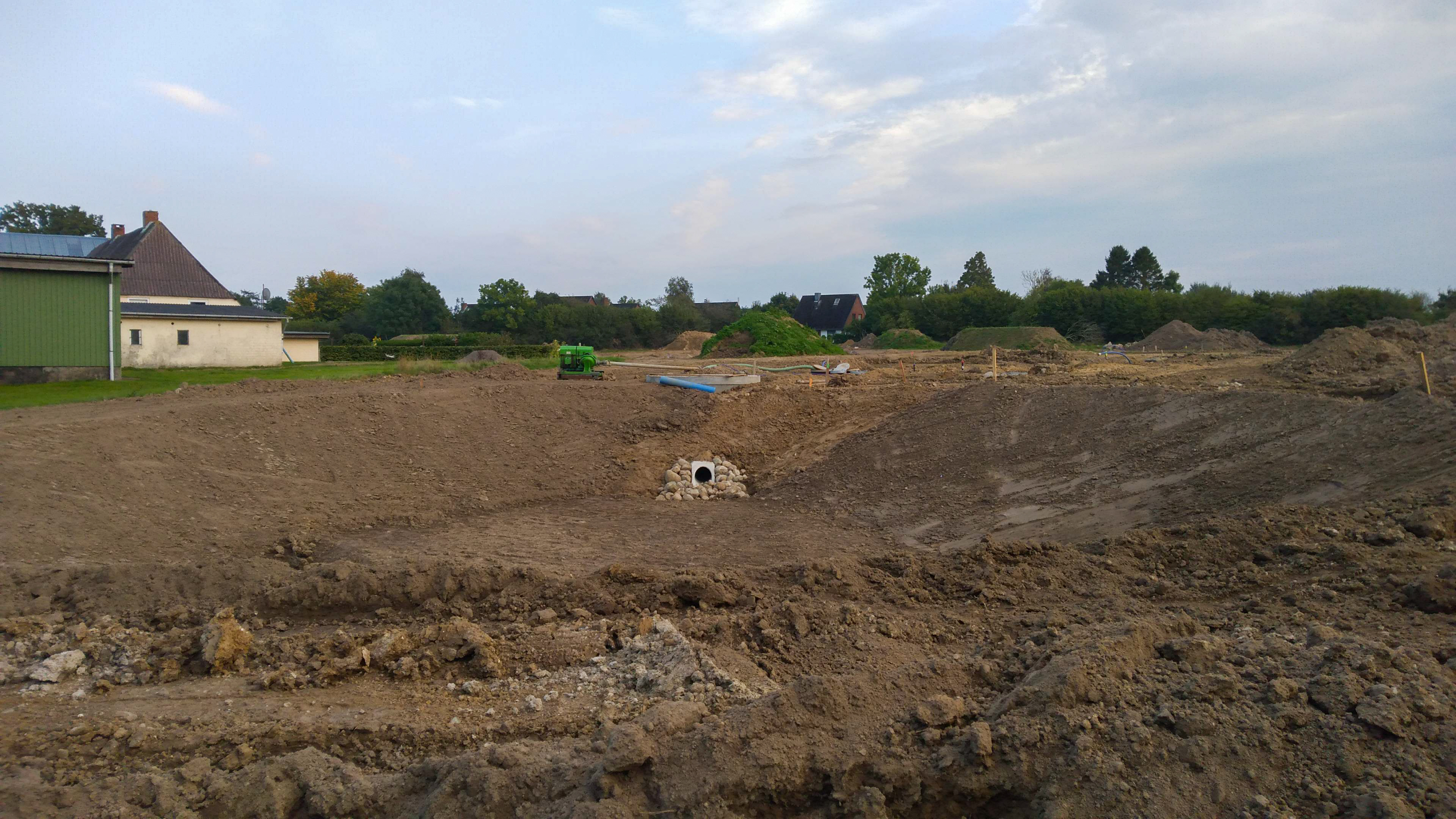
Neubaugebiet Schmutzbengel 26. September 2021
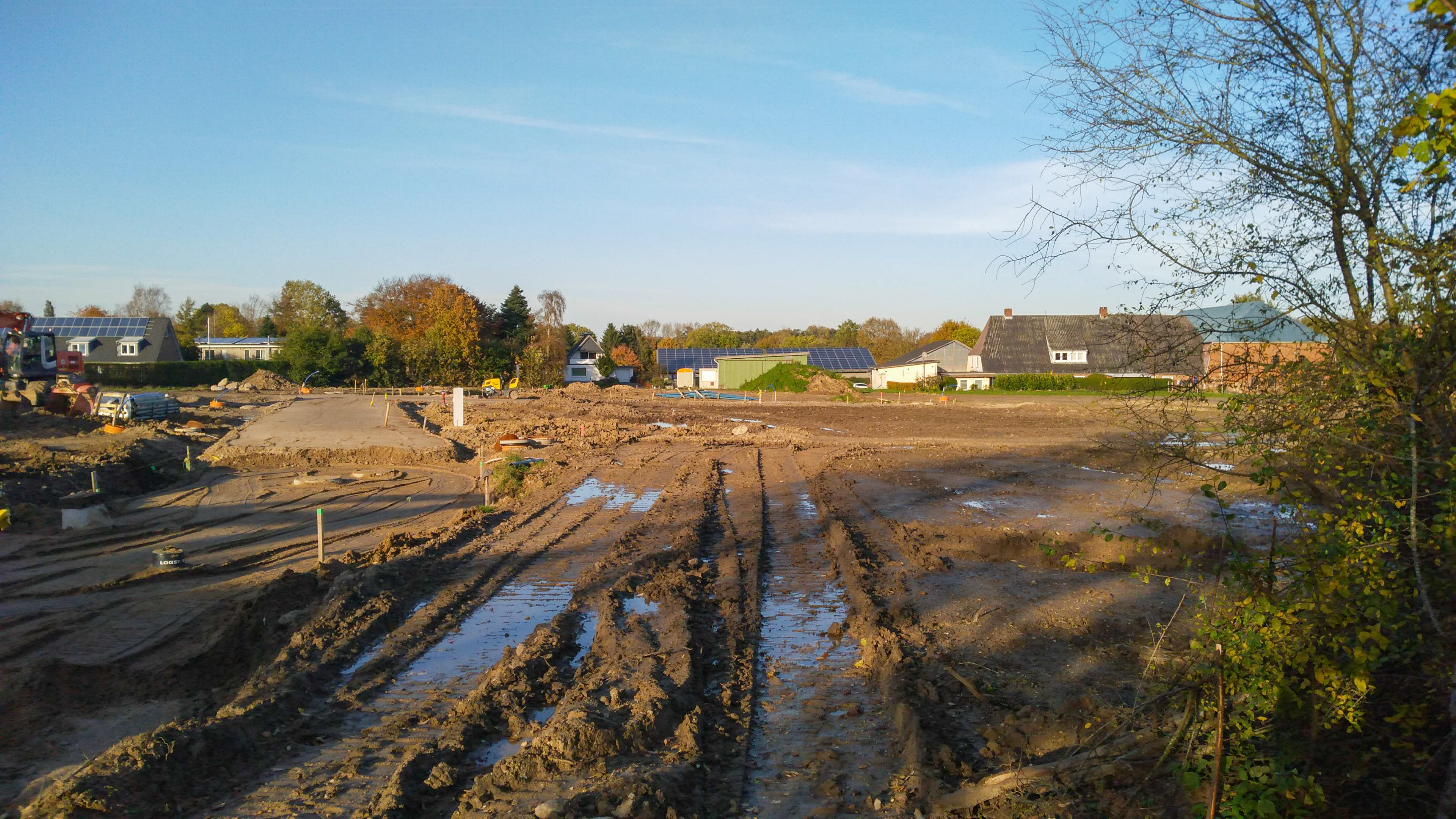
Neubaugebiet Schmutzbengel 28. Oktober 2021
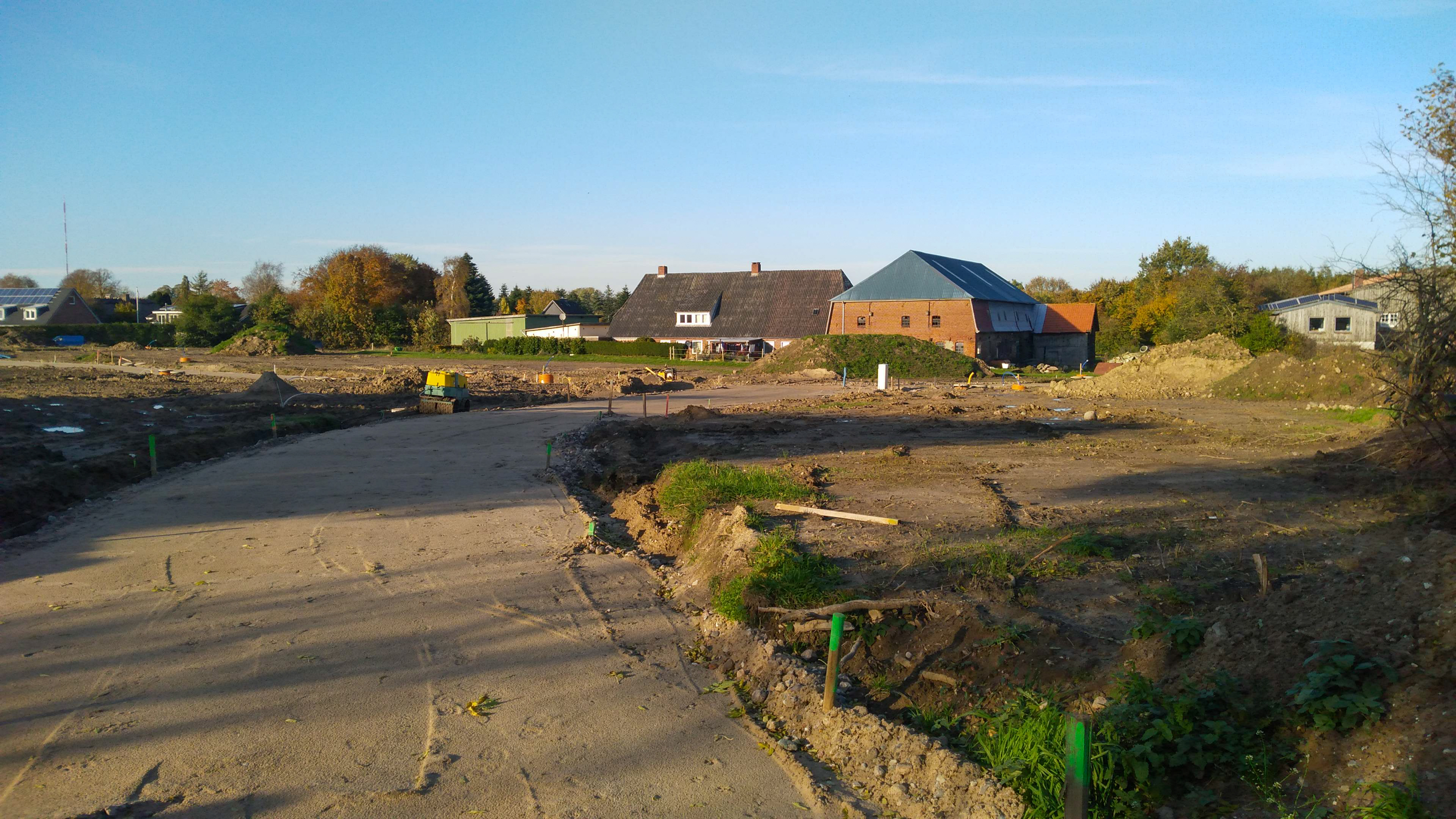
Neubaugebiet Schmutzbengel 30. Januar 2022

## Sehenswürdigkeiten

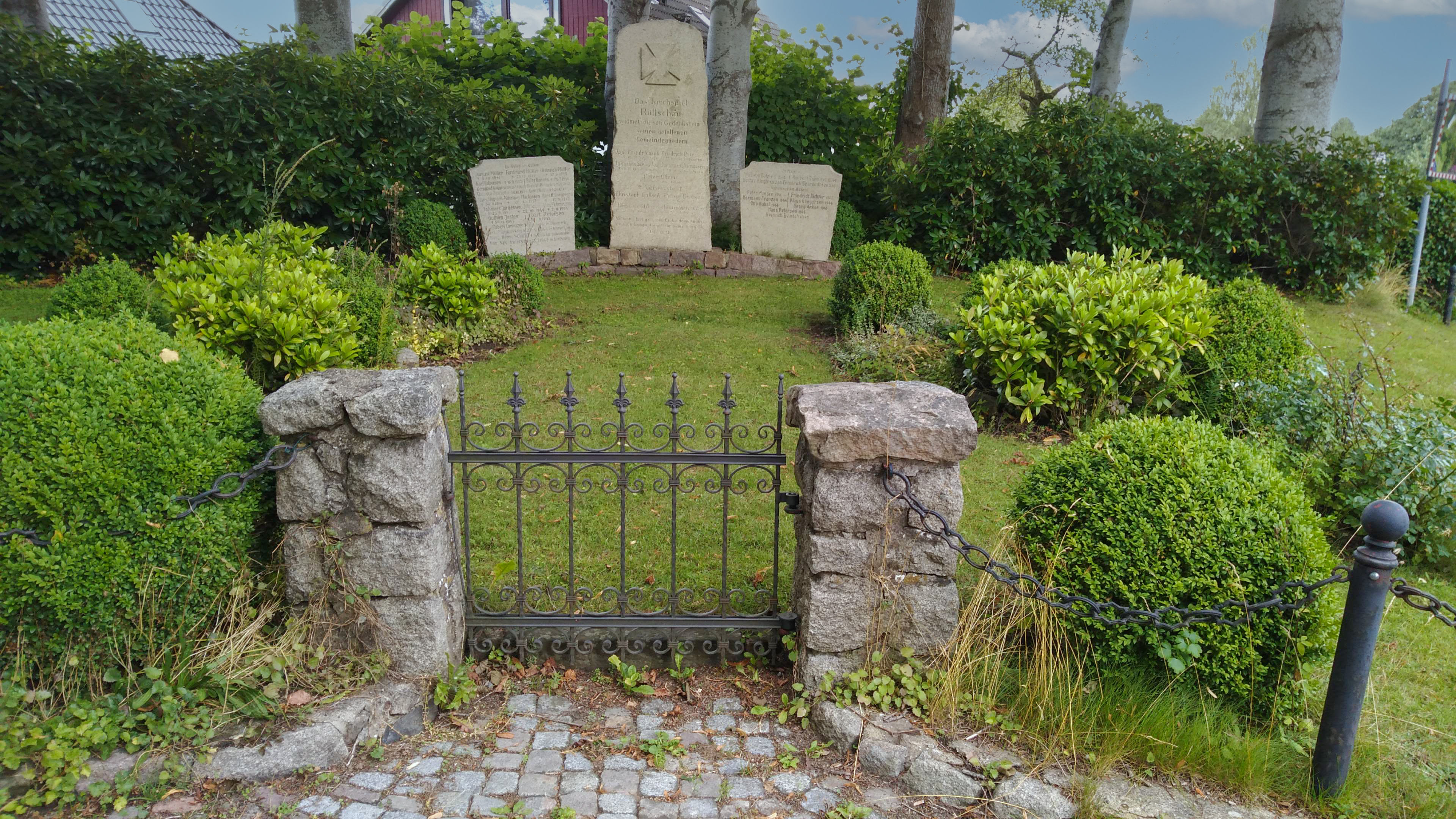
Ehrenhain für die Gefallenen der beiden Weltkriege

In der Liste der Kulturdenkmale in Hürup stehen die in der Denkmalliste des Landes Schleswig-Holstein eingetragenen Kulturdenkmale.
Über einen Feldweg kann man vom nahegelegenen Rüllschau, über den Vogelsang bis nach Trögelsby und so bis nach Flensburg wandern.
Gegenüber der Kirche von Rüllschau befindet sich ein Ehrenhain für die in den beiden Weltkriegen gefallenen Gemeindemitglieder des Kirchspiels Rüllschau.
Das Ortsgebiet ist im Landschaftsrahmenplan vom Januar 2020 unter Kap. 2.1.8.1 „Historische Kulturlandschaften“ als „Historische Knicklandschaft“ kartiert. Eine genaue Karte ist im Umweltportal Schleswig-Holstein verfügbar.

## Persönlichkeiten
- Peter Jensen (* 1856 in Maasbüll; † 1941 in Ausacker), Hufner und Landesökonomierat
- Peter Schneider (* 1947 in Maasbüll), Jiu-Jitsuka und Sportfunktionär